# Chancellerie de Bouxwiller
L'ancienne chancellerie du comté de Hanau-Lichtenberg (en allemand : die Kantzlei) se situe à Bouxwiller (Bas-Rhin). Après la dissolution du comté, ce bâtiment a été acheté par la municipalité bouxwilleroise et sert depuis lors d'Hôtel de ville. L'édifice est inscrit aux monuments historiques français depuis le 16 octobre 1930.

## Localisation
Au no 1 de la place du Château à Bouxwiller (Bas-Rhin).

## Histoire
La chancellerie succède à une autre, édifiée du temps des sires de Lichtenberg. Cette chancellerie primitive s'adossait contre l'enceinte urbaine. Elle recevait aussi les membres de la corporation des pécheurs. Ces derniers percèrent une petite porte dans la muraille pour leur faciliter l'accès au poissonneux ruisseau Fischpfuhl. Cet édifice, détruit en 1688, se situait derrière le Marstall, les écuries seigneuriales qui abritent actuellement les bureaux de La Poste. 
Après la guerre de Trente Ans, dans le but de réorganiser ses possessions, le comte Frédéric Casimir de Hanau, seigneur de Lichtenberg, charge l'architecte Hans Weibel, de Strasbourg, de construire une nouvelle chancellerie à Bouxwiller. Les travaux de construction s'étaleront de juin 1658 à 1663 pour un montant de 7 703 Gulden, 6 Schilling et 7 Pfennig, sans compter les jours de corvée assignés aux habitants. 
Pour protéger les édifices des mauvais évènements, il était alors de coutume de procéder à un don inaugural. On retrouva ainsi dans un coin opposé au Marstall, déposé dans une petite boîte de pierre, deux verres à vin rouge et à vin blanc ainsi que des pièces d'or et d'argent. En 1974, lors de travaux dans un appartement situé sous les toitures, des ouvriers découvrirent toujours en guise d'offrande deux chats momifiés emmurés dans une niche.

## Description

### Généralités
Le plan de cet imposant édifice à deux niveaux est rectangulaire. La façade principale est percée par des fenêtres à meneaux. Cinq d'entre elles sont séparées par un trumeau central en grès rose sculpté. Une des façades est aveugle car la chancellerie est accolée au bâtiment qui abritait l'ancienne Chambre des comptes à l'étage et la remise à carrosses au rez-de-chaussée. 
L'axe central de la chancellerie est marqué par un corps transversal à trois niveaux. La toiture avec ses demi-croupes est ponctuée par de grandes lucarnes. Les quatre gargouilles en zinc, saillantes depuis la toiture, ont des têtes de dragon. Toutes quatre comportent aussi l'image d'un cygne. Durant le Moyen Âge, cet animal fut l'emblème des comtes de Hanau et figurait sur le cimier des casques des comtes. Le clocheton de l'horloge, sonnant tous les quarts d'heure, rehausse le toit.

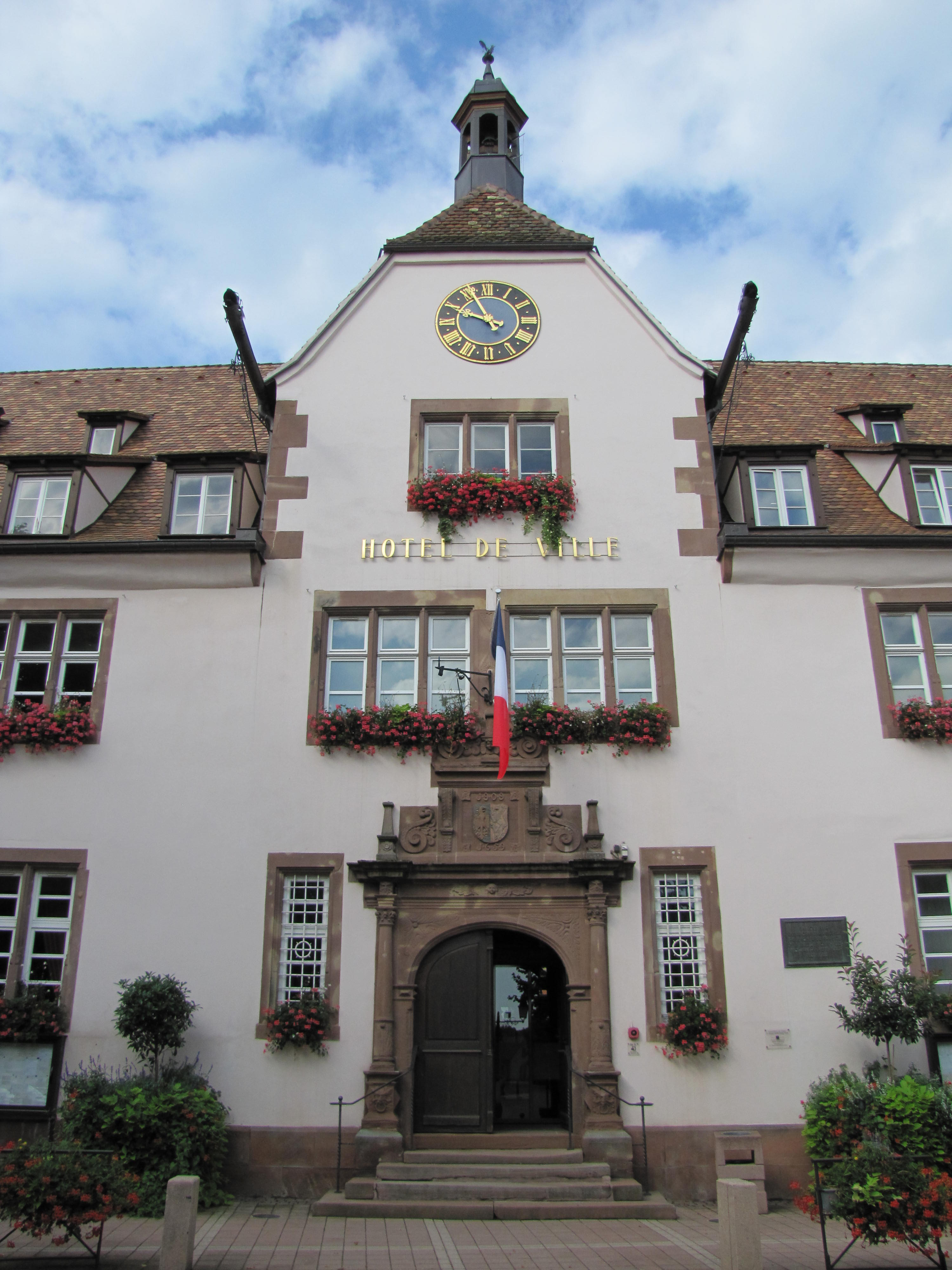
Le corps transversal depuis la façade principale.
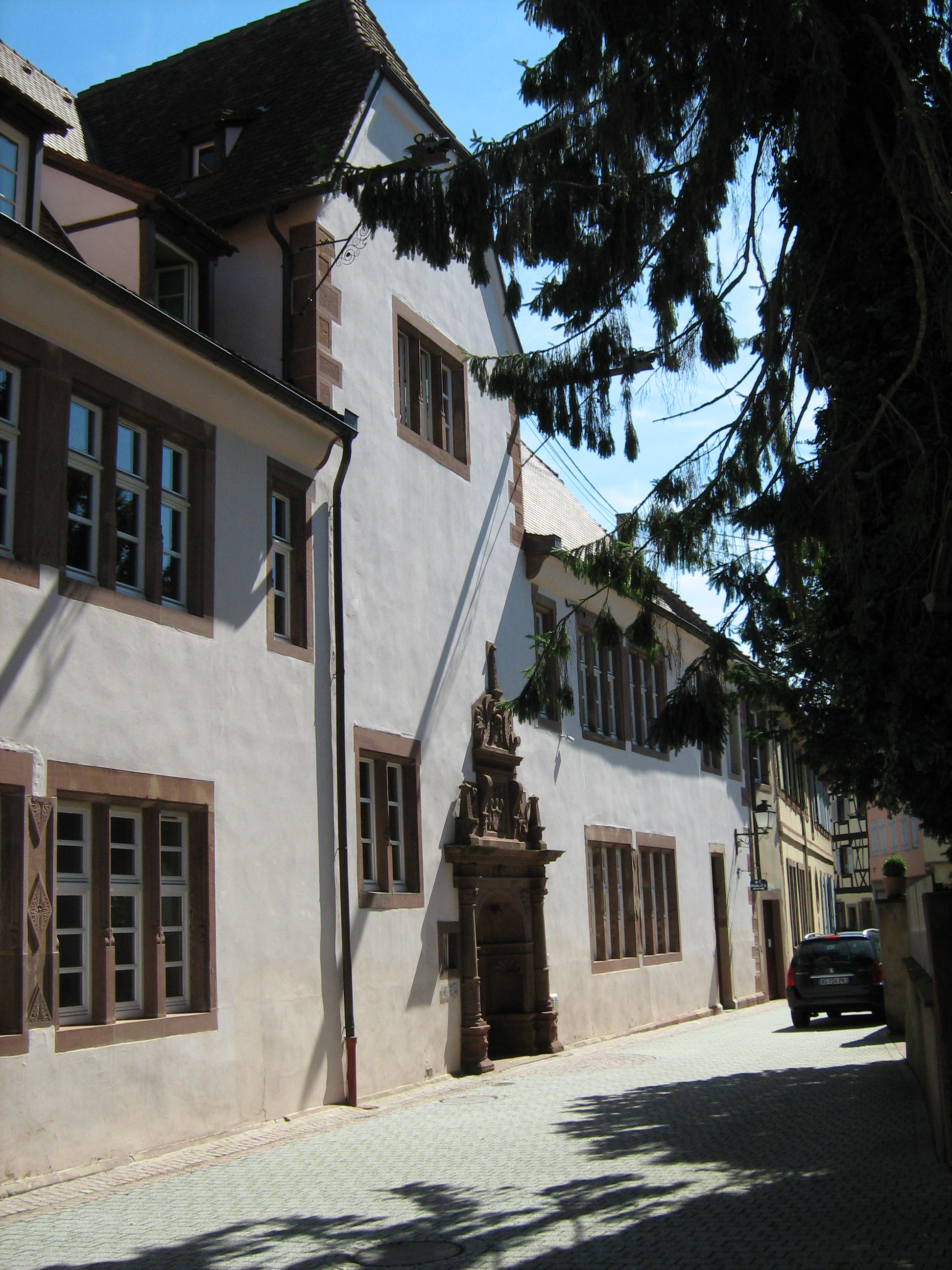
Le corps transversal depuis la façade arrière.
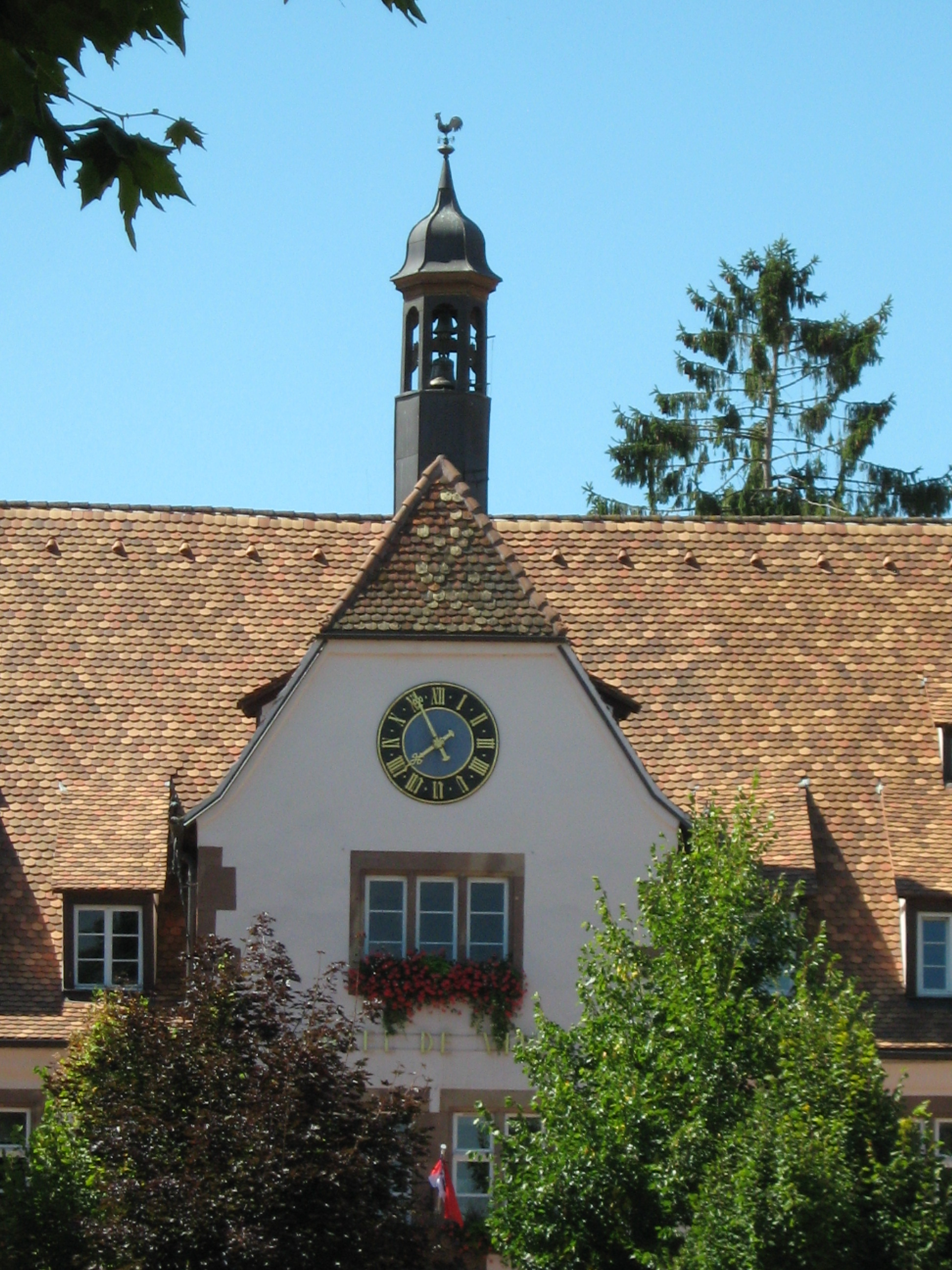
L'horloge et son clocheton.
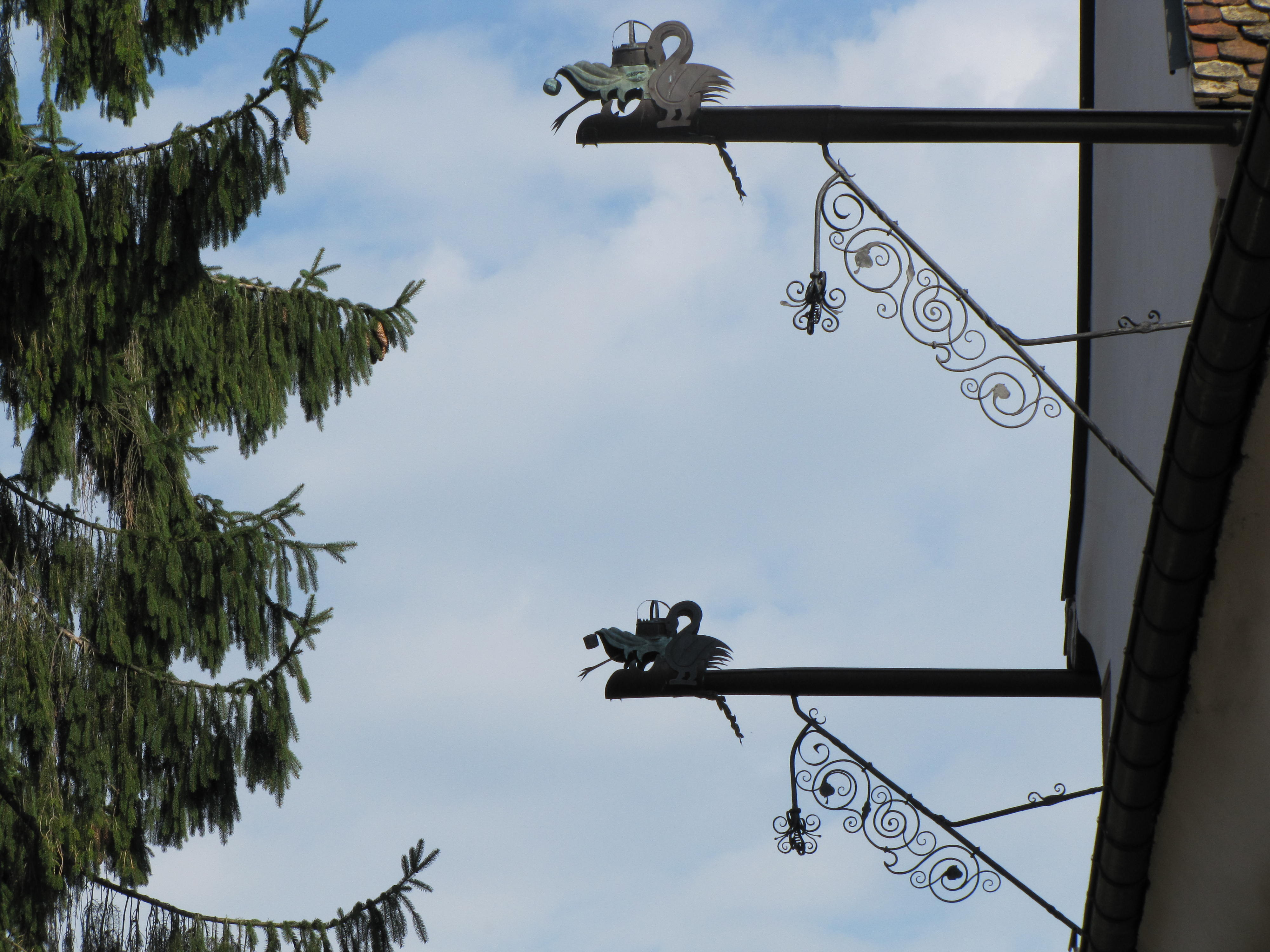
Deux des quatre gargouilles.

### Portails
Les deux façade principales comportent en leur milieu une porte monumentale de style Renaissance. Ces deux portails sont assez similaires. Deux colonnes corinthiennes encadrent un arc en anse de panier avec un couronnement qui comporte des  volutes, des obélisques et des consoles. Parmi les autres motifs on peut distinguer des têtes de monstres et d'angelots ainsi que des niches à coquilles. Les portails ont été restaurés en 1909 par Bernasconi. Les armoiries buchées lors de la Révolution française ont alors été remplacées. Le portail donnant sur la place du Château porte les armoiries de la municipalité de Bouxwiller, l'aigle du Saint-Empire romain germanique et le lion des sires de Lichtenberg. Le portail donnant sur la rue de la Chancellerie porte quant à lui les armoiries compliquées des comtes de Hanau-Lichtenberg de 1606 (regroupement de cinq blasons et de cinq cimiers).
Le portail avant de la Chancellerie

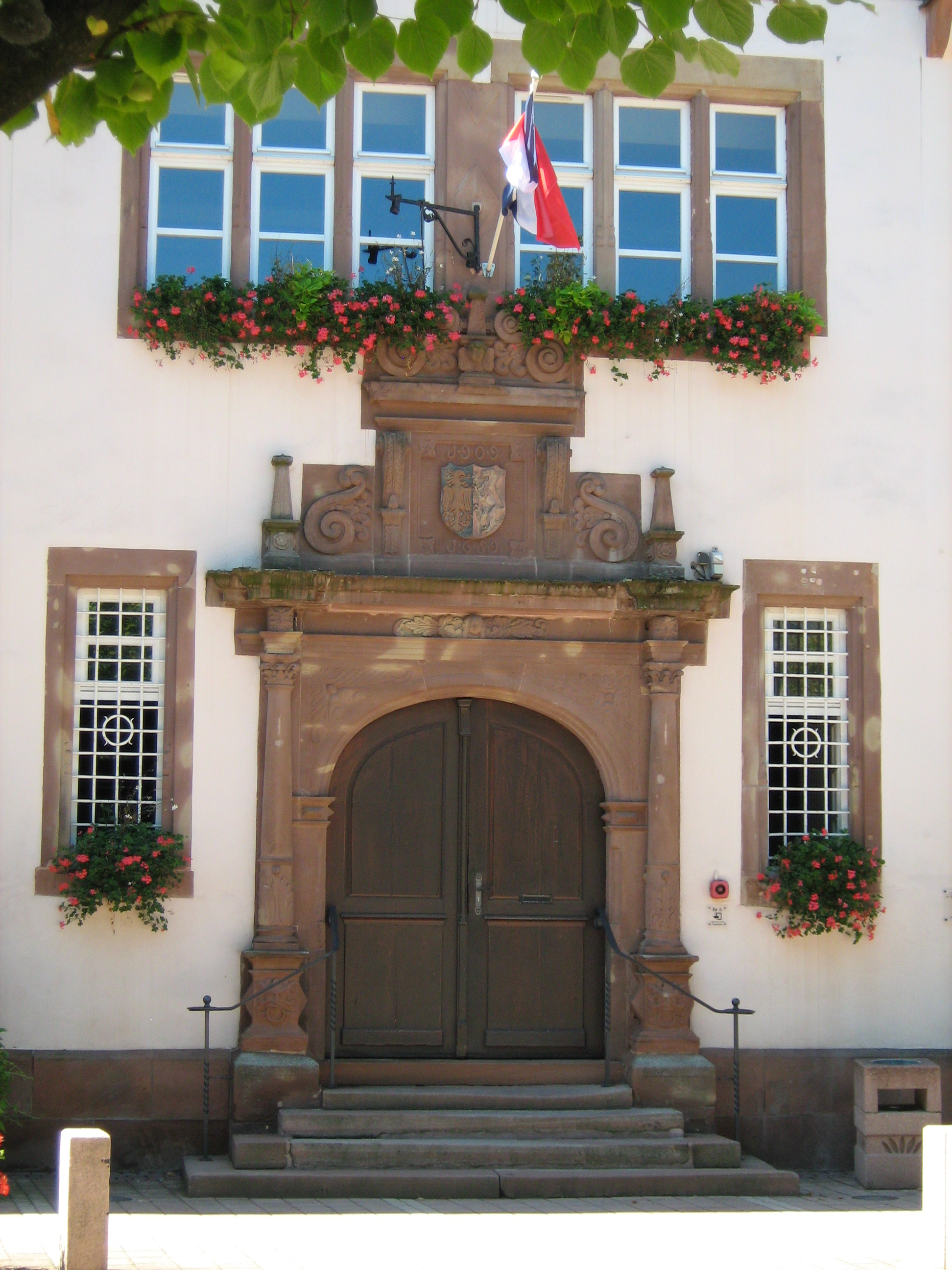
Le portail avant.
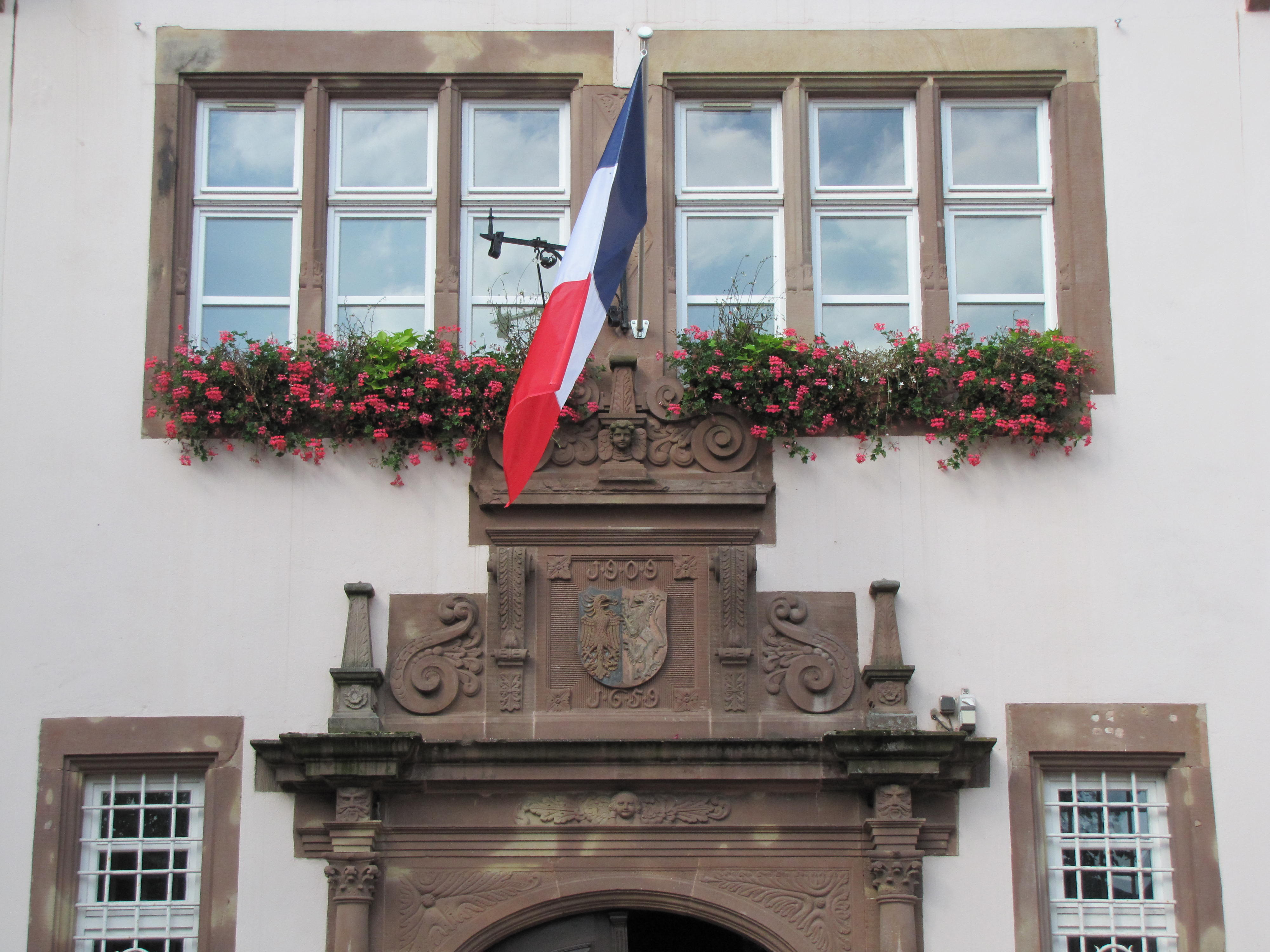
Le couronnement du portail.
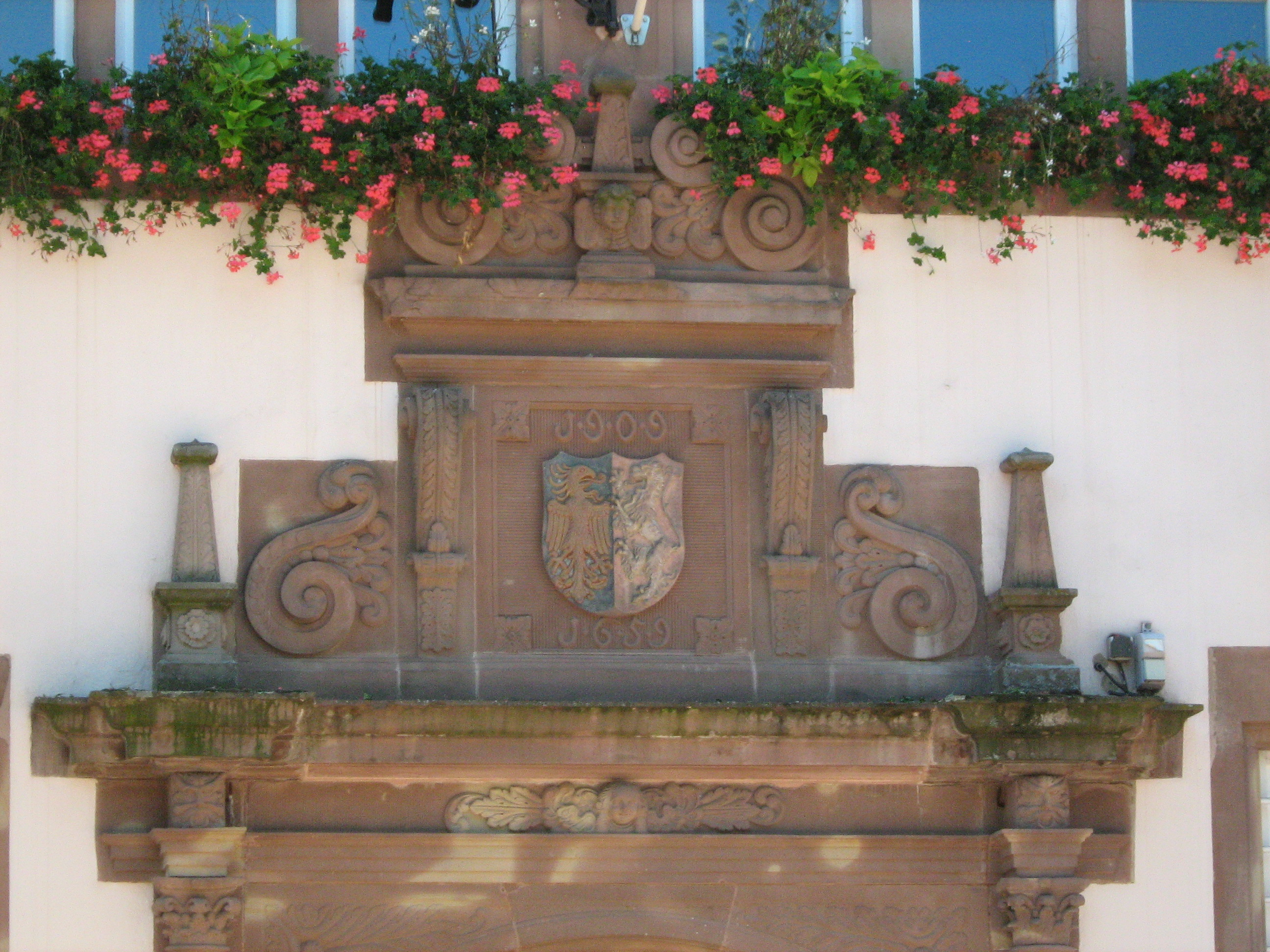
Le couronnement du portail.

Le portail arrière de la Chancellerie et trois détails de ses sculptures

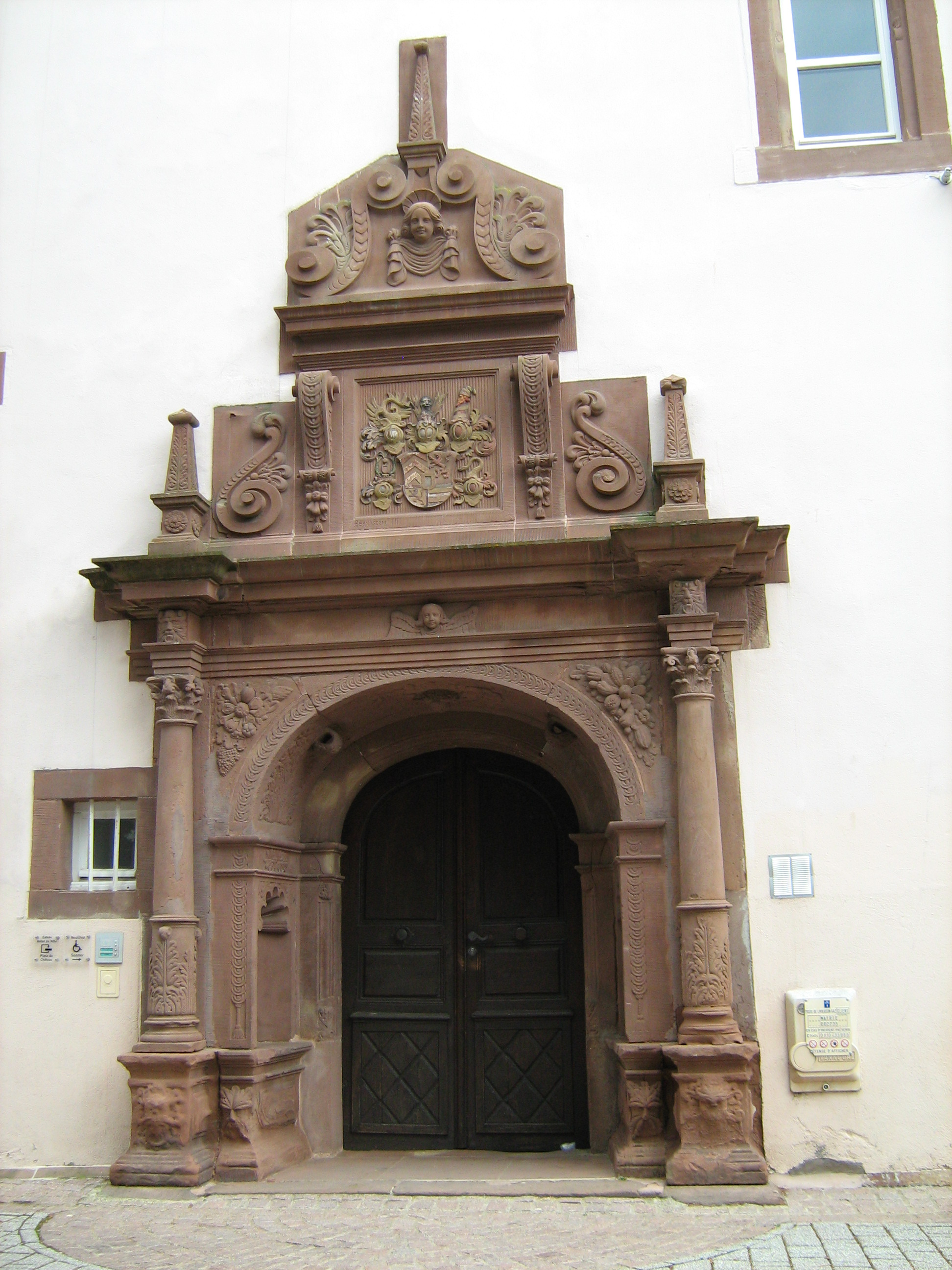
Portail arrière.
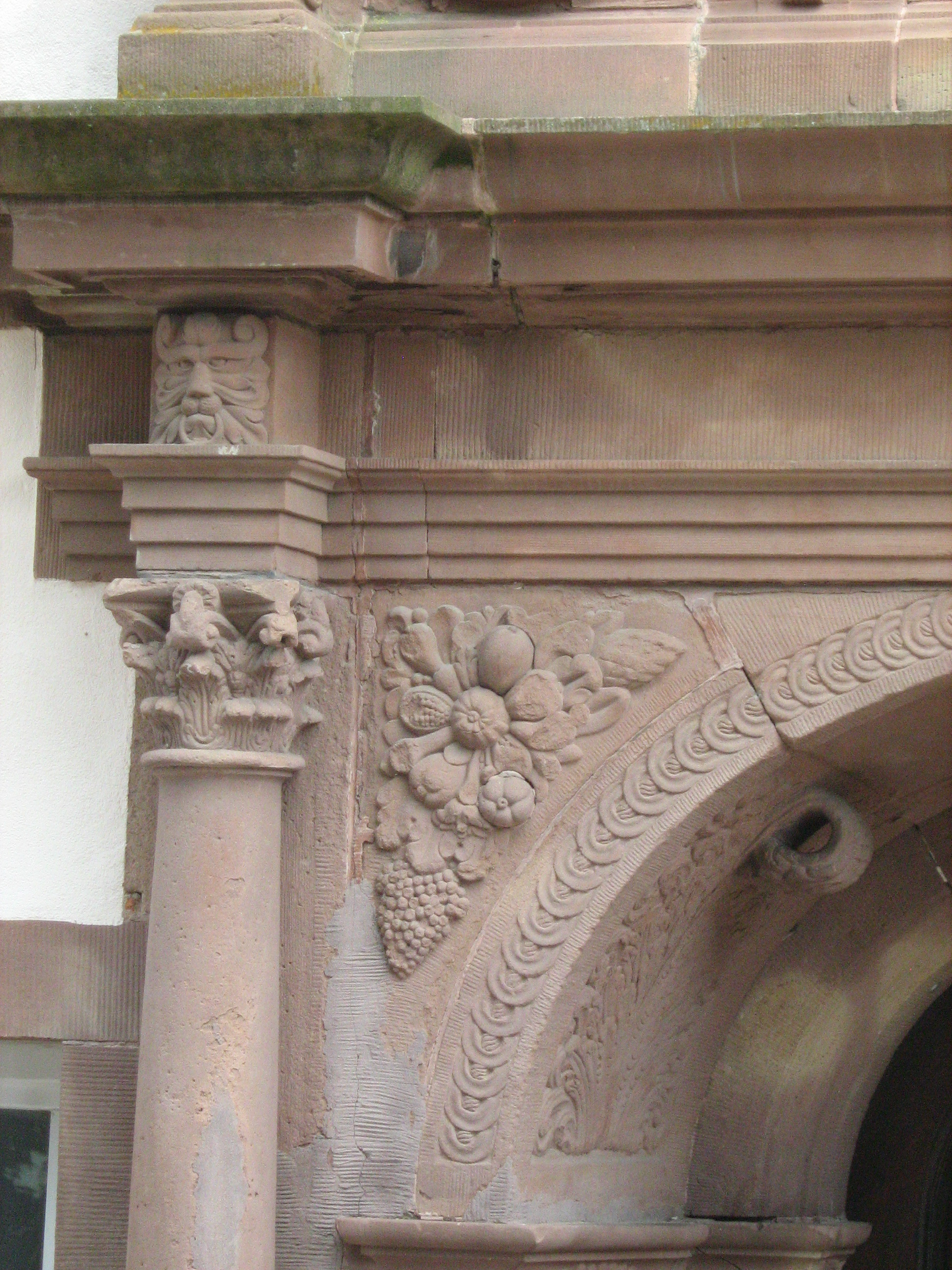
Colonne corinthienne et motifs floraux.
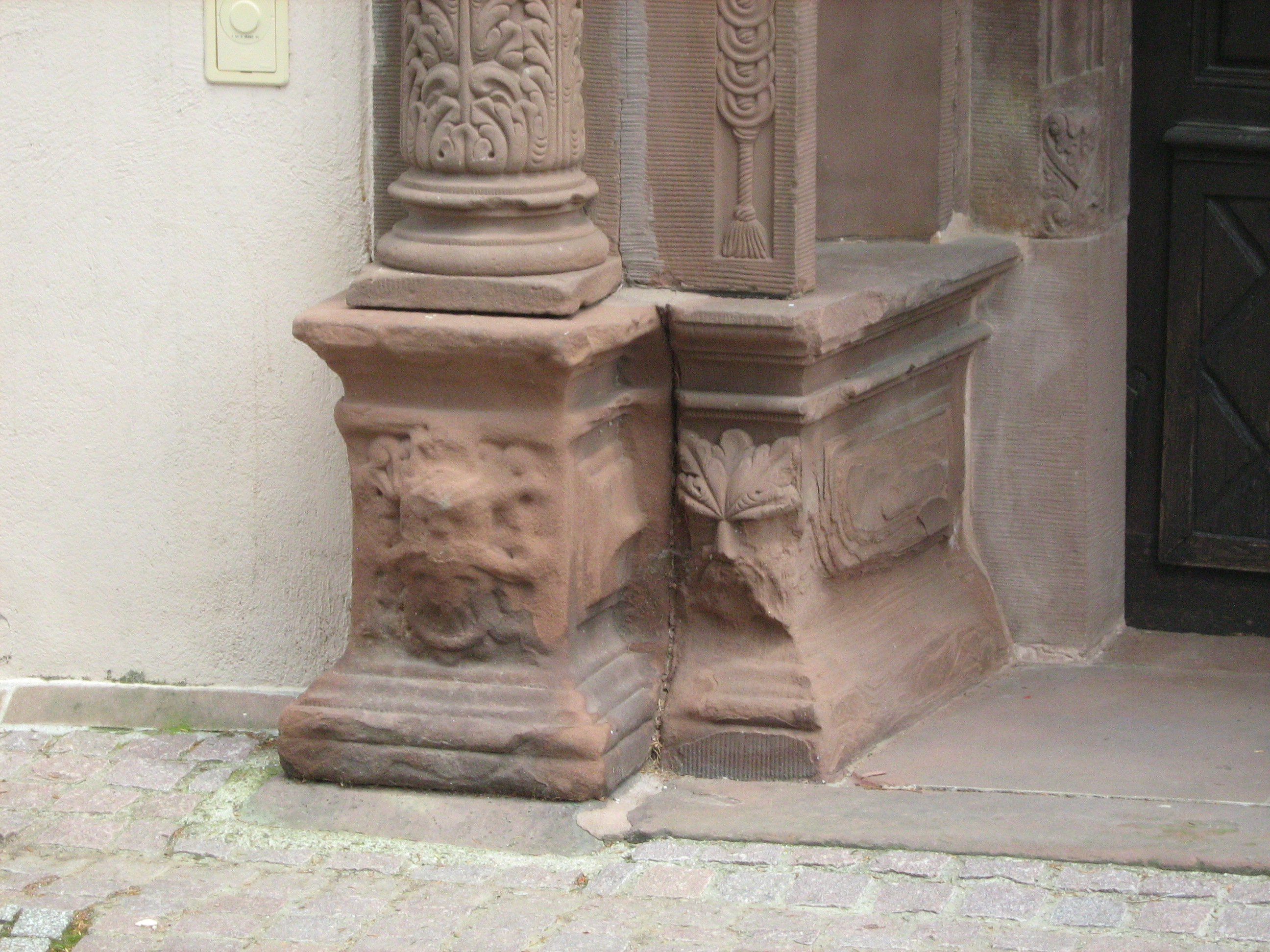
Têtes de monstre (endommagées).
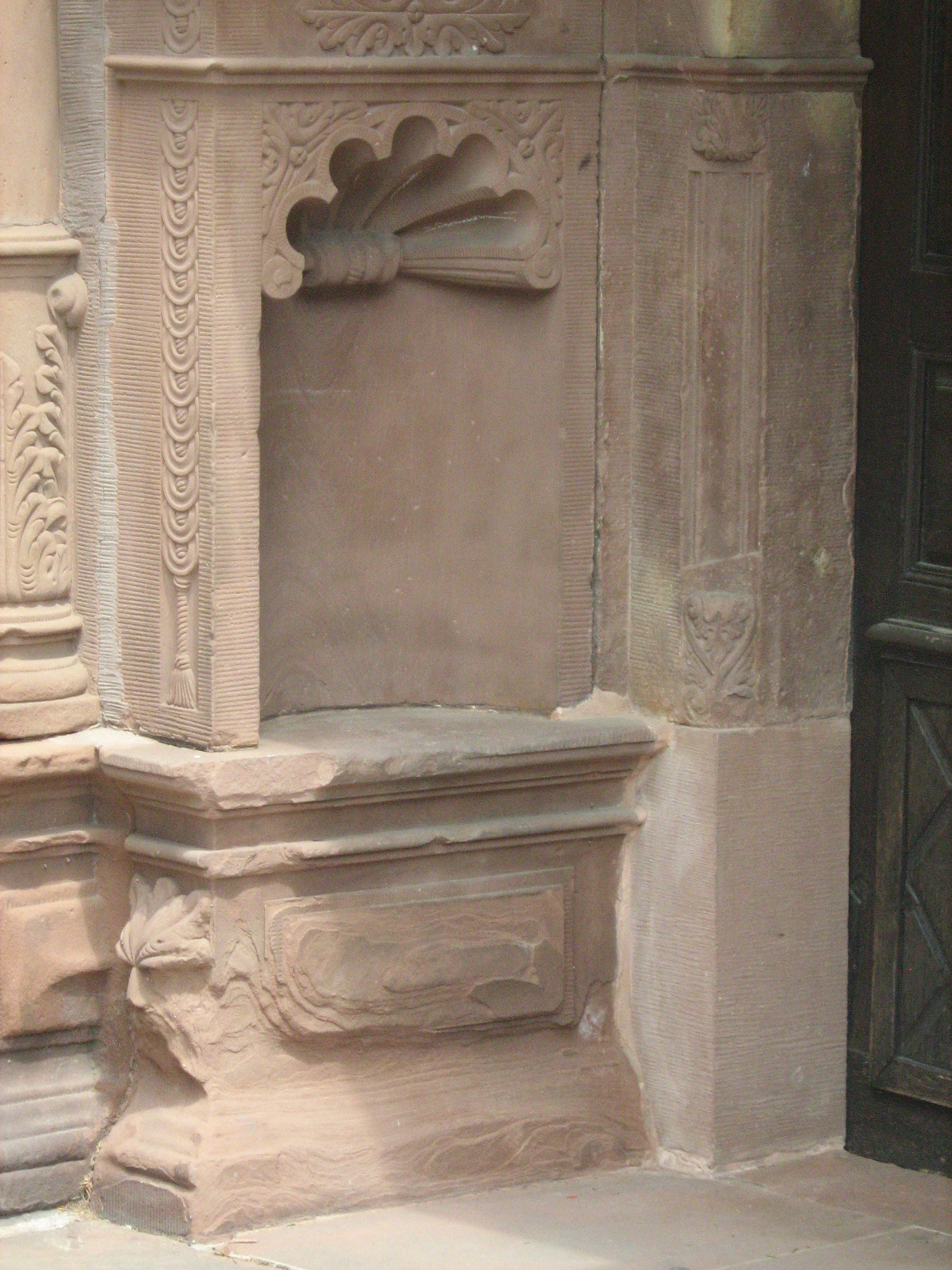
Niche à coquille.